# Asplöven HC
L'Asplöven HC est un club de hockey sur glace de Haparanda en Suède. Il évolue en Allsvenskan, le deuxième échelon suédois.

## Historique
Le club est créé en 1972.

## Palmarès
- Aucun titre.